# Claudia Faniello
Claudia Faniello (Qawra, 25 februari 1988) is een Maltees zangeres.

## Biografie
Faniello startte haar muzikale carrière reeds op twaalfjarige leeftijd. In 2006 won ze het Festival Kanzunetta Indipendenza. In datzelfde jaar waagde ze voor het eerst haar kans in de Maltese preselectie voor het Eurovisiesongfestival, evenwel zonder succes. Ook in 2007, 2008, 2009, 2010, 2011, 2012 en 2013 waagde ze vruchteloos haar kans. Na een break van enkele jaren tekende ze in 2017 wederom present, en haar negende deelname leverde haar eindelijk de zegepalm op. Hierdoor mocht ze haar vaderland met het nummer Breathlessly vertegenwoordigen op het Eurovisiesongfestival 2017 in Oekraïne. Ze kon er geen finaleplaats bemachtigen.
Claudia is de zus van Fabrizio Faniello, die Malta in 2001 en 2006 vertegenwoordigde op het Eurovisiesongfestival.